# イスマエル・ウルサイス
イスマエル・ウルサイス・アランダ（Ismael Urzaiz Aranda, 1971年10月7日 - ）は、スペイン・パンプローナ県トゥデラ出身の元同国代表サッカー選手。現役時代のポジションはFWだった。
フィジカルコンタクトと空中戦においてかなりの勝率を誇る選手。ラ・リーガで記録した131得点の内、61得点がヘディングによるものだが、これは、ヘディングにおけるラ・リーガの最多得点となっている 。

## 経歴

### クラブ
ナバーラ州トゥデーラに生まれ、レアル・マドリードの下部組織で育った。1989年、セグンダ・ディビシオンに所属していたレアル・マドリードBからプロデビューし、1990-91シーズンにはUEFAチャンピオンズカップのオーデンセBK戦でトップチームデビューしたが、プリメーラ・ディビシオンでは1試合も出場していない。1991-92シーズンはアルバセテ・バロンピエにレンタル移籍し、1991年10月のアスレティック・ビルバオ戦に途中出場してプリメーラ・ディビシオンデビューした。1993年1月にはセルタ・デ・ビーゴにレンタル移籍し、6試合に出場して1得点を挙げた。1993年夏にはラージョ・バジェカーノに完全移籍したが、1994年夏にはUDサラマンカに、1995年夏にはRCDエスパニョールにとチームを転々とした。セグンダ・ディビシオン（2部）に所属していたUDサラマンカではリーグ戦で3得点しか挙げられずにいたが、昇降格プレーオフのアルバセテ・バロンピエ戦では2得点してプリメーラ・ディビシオン昇格に貢献。RCDエスパニョールでは能力を見せつけ、ラージョ・バジェカーノ戦でハットトリックを達成するなど13得点を決めてリーグ戦4位に貢献した。
1996年夏にアスレティック・ビルバオに移籍し、11シーズンでリーグ戦367試合に出場して115得点を挙げている。1996-97シーズンは自己最高の16得点を奪い、1997-98シーズンはリーグ戦2位に貢献した。その結果1998-99シーズンのUEFAチャンピオンズリーグ出場権を獲得し、同大会では10試合に出場して1得点した。2001-02シーズンは再び16得点を挙げ、2002-03シーズンも14得点を決めた。11シーズンのうち6シーズンで二桁得点を挙げたが、2000年代後半には下部組織出身のフェルナンド・ジョレンテが台頭し、ポジションが重なるウルサイスは2007年夏にチームを離れた。
2007年7月19日、ガブリやアルベルト・ルケなどのスペイン人が所属するオランダ・エールディヴィジのアヤックス・アムステルダムと1年契約を結んだ。UEFAチャンピオンズリーグ・グループリーグのスラヴィア・プラハ戦でデビューしたが、わずか3試合に出場しただけで契約満了を迎え、37歳の時に現役引退を発表した。

### 代表
1988年、U-16スペイン代表としてUEFA U-16欧州選手権で優勝した。世代別スペイン代表では通算41試合に出場して21得点と高い得点率を記録している。1996年10月9日、チェコ戦でスペイン代表デビューし、2001年までに30試合に出場して8得点した。1998年にフランスで開催された1998 FIFAワールドカップのメンバーからは漏れたが、2000年にはUEFA欧州選手権2000に出場した。
1997年にはバスク代表デビューも果たし、2005年までに7試合に出場して2得点した。

## タイトル

### クラブ
- レアル・マドリード
  - コパ・デル・レイ: 1992–93
  - スーペルコパ・デ・エスパーニャ: 1990

- アヤックス・アムステルダム
  - ヨハン・クライフ・シャール: 2007

### 代表
- U-16スペイン代表
  - UEFA U-16欧州選手権: 1988

## 個人成績

### クラブでの出場記録
| シーズン | クラブ                   | リーグ           | 出場 | 得点 |
| -------- | ------------------------ | ---------------- | ---- | ---- |
| 1989–90  | レアル・マドリードB      | セグンダ         | 10   | 5    |
| 1990–91  | レアル・マドリードB      | セグンダ B       | 11   | 0    |
| 1990–91  | レアル・マドリード       | プリメーラ       | 0    | 0    |
| 1991–92  | アルバセテ・バロンピエ   | プリメーラ       | 11   | 1    |
| 1992–93  | レアル・マドリードB      | セグンダ         | 27   | 7    |
| 1992–93  | レアル・マドリード       | プリメーラ       | 0    | 0    |
| 1992–93  | セルタ・デ・ビーゴ       | プリメーラ       | 6    | 1    |
| 1993–94  | ラージョ・バジェカーノ   | プリメーラ       | 20   | 1    |
| 1994–95  | UDサラマンカ             | セグンダ         | 21   | 3    |
| 1995–96  | RCDエスパニョール        | プリメーラ       | 41   | 13   |
| 1996–97  | アスレティック・ビルバオ | プリメーラ       | 38   | 16   |
| 1997–98  | アスレティック・ビルバオ | プリメーラ       | 32   | 8    |
| 1998–99  | アスレティック・ビルバオ | プリメーラ       | 36   | 16   |
| 1999–00  | アスレティック・ビルバオ | プリメーラ       | 33   | 5    |
| 2000–01  | アスレティック・ビルバオ | プリメーラ       | 34   | 10   |
| 2001–02  | アスレティック・ビルバオ | プリメーラ       | 36   | 16   |
| 2002–03  | アスレティック・ビルバオ | プリメーラ       | 31   | 14   |
| 2003–04  | アスレティック・ビルバオ | プリメーラ       | 37   | 8    |
| 2004–05  | アスレティック・ビルバオ | プリメーラ       | 31   | 12   |
| 2005–06  | アスレティック・ビルバオ | プリメーラ       | 26   | 3    |
| 2006–07  | アスレティック・ビルバオ | プリメーラ       | 33   | 8    |
| 2007–08  | アヤックス               | エールディヴィジ | 3    | 0    |
| 通算     | 通算                     | 通算             | 517  | 147  |

#### 代表での得点
| #  | 開催日        | 開催地                                     | 対戦国       | スコア | 結果 | 大会                   |
| -- | ------------- | ------------------------------------------ | ------------ | ------ | ---- | ---------------------- |
| 1. | 1999年3月27日 | バレンシア、エスタディオ・デ・メスタージャ | オーストリア | 3–0    | 9–0  | UEFA欧州選手権2000予選 |
| 2. | 1999年3月27日 | バレンシア、エスタディオ・デ・メスタージャ | オーストリア | 5–0    | 9–0  | UEFA欧州選手権2000予選 |
| 3. | 1999年3月31日 | セラヴァッレ、サンマリノ・スタジアム       | サンマリノ   | 0–3    | 0–6  | UEFA欧州選手権2000予選 |
| 4. | 1999年9月8日  | バダホス、エスタディオ・ヌエボ・ビベーロ   | キプロス     | 1–0    | 8–0  | UEFA欧州選手権2000予選 |
| 5. | 1999年9月8日  | バダホス、エスタディオ・ヌエボ・ビベーロ   | キプロス     | 2–0    | 8–0  | UEFA欧州選手権2000予選 |
| 6. | 1999年9月8日  | バダホス、エスタディオ・ヌエボ・ビベーロ   | キプロス     | 4–0    | 8–0  | UEFA欧州選手権2000予選 |
| 7. | 2000年1月26日 | カルタヘナ、エスタディオ・カルタゴノバ     | ポーランド   | 2–0    | 3–0  | 親善試合               |
| 8. | 2000年1月26日 | カルタヘナ、エスタディオ・カルタゴノバ     | ポーランド   | 3–0    | 3–0  | 親善試合               |